# كا دي ساس
كا دي ساس (الاسم اللومباردي "منزل الحجر") هو مبنى ضخم يعود تاريخه إلى القرن التاسع عشر في ميلانو بإيطاليا ، ويقع بالقرب من وسط المدينة مابين الرقمين 6 و 8 من شارع مونتي دي بييتا, اعتاد أن يكون المقر الرئيسي لشركة كاريبلو ، وهو بنك إيطالي سابق ، تم دمجه الأن في انتيسا سان باولو .
بدأ تصميم المبنى من قبل المهندس المعماري جوزيبي بالزاريتو في عام 1868. كان تصميم بالزاريتو مأخوذ بنسبة كبيرة من الهندسة المعمارية لـ قصر ستروزي في فلورنسا ، ومن مباني بنك عصر النهضة بشكل عام, وكذلك تم الانتهاء من إِنشاء المبنى في عام 1872.